# 서울 청룡사 독성도
서울 청룡사 독성도(서울 靑龍寺 獨聖圖)는 서울특별시 종로구, 청룡사에 있는 조선시대의 불화이다. 2005년 12월 29일 서울특별시의 문화재자료 제30호로 지정되었다.

## 개요
청룡사 독성도는 1891년에 금어비구(金魚比丘)인 완송(玩松) 종친과 창림(昌林), 능오(能悟) 등이 함께 그린 것으로, 원래는 칠성각 내에 봉안되었다가 칠성각 철거 후 1973년 독성상과 함께 산령각으로 이안, 봉안되었다. 그림의 중앙에는 구름이 떠가고 폭포가 흘러내리는 산수를 배경으로 머리가 하얗게 세고 흰 수염이 무성한 늙은 비구형의 독성이 왼쪽 다리를 편안히 세우고 앉아 있는데, 독성의 뒤로는 잔잔한 격자문이 그려진 장자가 그려져 있다. 이 불화는 남인도 천태산에 머무르다가 말법시대에 중생의 복덕을 위해 출현한다고 하는 독성을 그린 것으로, 세밀한 필치로 능숙하게 그려낸 인물묘사가 뛰어나며, 향로라든가 독성의 붉은 옷 가장자리를 금색으로 칠하는 등 서울, 경기지역 불화의 특징을 잘 보여주는 작품이다. 서울지역에 드물게 남아있는 독성도 중 하나로서 서울시 문화재자료로 지정하여 보호할 필요가 있다.

## 참고 자료
- 청룡사독성도 - 국가유산청 국가유산포털